# Slaská
Slaská (bis 1927 slowakisch auch „Slazka“; deutsch Leskowitz, ungarisch Mogyorómál – bis 1892 Szlaszka) ist eine Gemeinde in der Mitte der Slowakei mit 549 Einwohnern (Stand 31. Dezember 2024), die zum Okres Žiar nad Hronom, einem Teil des Banskobystrický kraj, gehört.

## Geographie

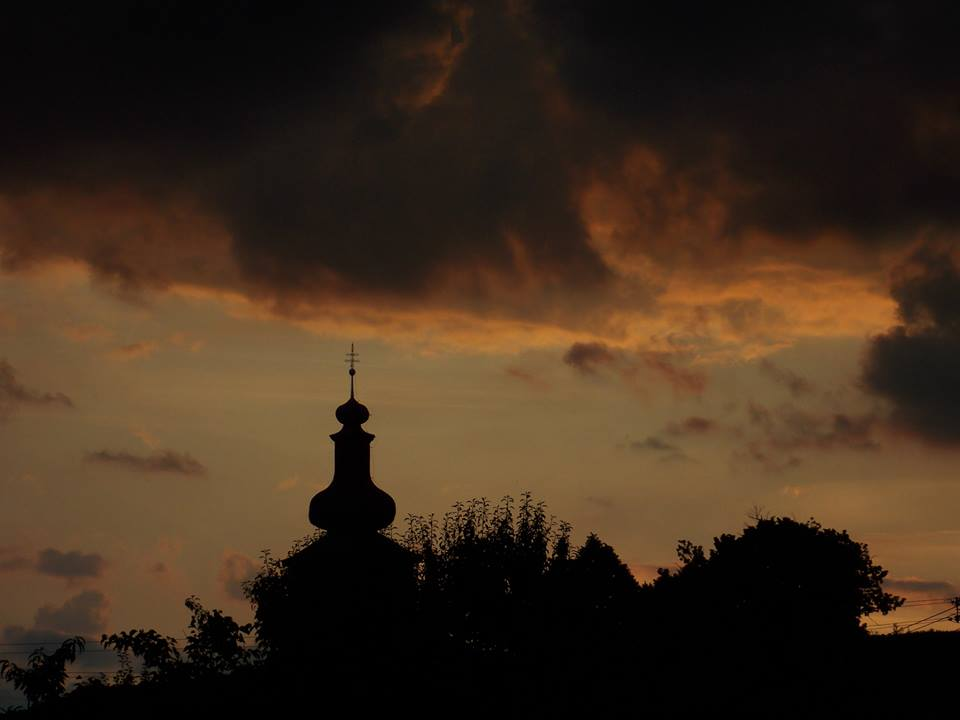
Galluskirche in Slaská

Die Gemeinde befindet sich im nordöstlichen Ausläufer des Talkessels Žiarska kotlina im Tal des Slaský potok, unterhalb der Kremnitzer Berge. Das Ortszentrum liegt auf einer Höhe von 426 m n.m. und ist neun Kilometer von Žiar nad Hronom entfernt.
Nachbargemeinden sind Handlová und Kunešov im Norden, Kopernica im Osten, Lutila im Süden und Kosorín im Westen.

## Geschichte
Slaská wurde zum ersten Mal 1454 als Szilezka schriftlich erwähnt und war damals Besitz des Erzbistums Gran. 1685 wechselte der Besitz zum erzbischöflichen Gut mit Sitz im nahen Heiligenkreuz und schließlich 1776 zum neu gegründeten Bistum Neusohl. 1571–73 waren drei Porta verzeichnet, 1601 gab es 52 Häuser sowie eine Mälzerei, 1715 hatte die Ortschaft je eine Gaststätte und Mühle und 38 Steuerpflichtige, davon drei Handwerker. 1828 zählte man 69 Häuser und 475 Einwohner.
Bis 1918 gehörte der im Komitat Bars liegende Ort zum Königreich Ungarn und kam danach zur Tschechoslowakei beziehungsweise heute Slowakei.

## Bevölkerung
| Jahr                | 1994 | 2004    | 2014    | 2024     |
| ------------------- | ---- | ------- | ------- | -------- |
| Anzahl der Personen | 464  | 460     | 467     | 549      |
| Unterschied         |      | −0,86 % | +1,52 % | +17,55 % |

| Jahr                | 2023 | 2024    |
| ------------------- | ---- | ------- |
| Anzahl der Personen | 550  | 549     |
| Unterschied         |      | −0,18 % |

Nach der Volkszählung 2011 wohnten in Slaská 466 Einwohner, davon 403 Slowaken, 19 Roma und ein Tscheche. 43 Einwohner machten keine Angabe zur Ethnie.
344 Einwohner bekannten sich zur römisch-katholischen Kirche und zwei Einwohner zur Evangelischen Kirche A. B. 59 Einwohner waren konfessionslos und bei 61 Einwohnern wurde die Konfession nicht ermittelt.

## Bauwerke
- römisch-katholische Galluskirche aus dem 15. Jahrhundert, im 16. Jahrhundert im Renaissancestil gestaltet und 1654 erneuert sowie um den Turm ergänzt